# HQ-22
Le HQ-22 («Red Banner-22») est un système de défense aérienne à guidage radar semi-actif et à guidage radio à moyenne et longue portée développé et fabriqué en Chine.

## Développement
Le système de défense aérienne HQ-22 a été développé comme la deuxième génération du missile HQ-12. Le HQ-22 est fabriqué par Jiangnan Space Industry, également connue sous le nom de Base 061, qui fait partie de la China Aerospace Science and Industry Corporation (CASIC).
En 2014, une version d'export du missile avec des capacités dégradées, connue sous le nom de FK-3, a été dévoilée.
Lors du salon aéronautique de Chine 2016, le HQ-22 a été révélé pour la première fois publiquement comme une version améliorée du FK-3.
En 2017, le HQ-22 est entré en service dans l'Armée populaire de libération et est rapidement devenu l'un des principaux systèmes de défense aérienne moyenne et longue portée utilisés pour les Forces armées.

## Conception
Une batterie HQ-22 typique comprend un véhicule radar et trois lanceurs-érecteurs équipés de quatre missiles chacun. Chaque batterie pourrait engager simultanément six cibles aériennes.
Le système de missile a été largement comparé au système de missile sol-air mobile à longue portée S-300 Russe et Patriot Américain. Bien qu'il ait une portée plus courte que les variantes du S-300 telles que le S-300PMU-2, on pense qu'il bénéficie de contre-mesures électroniques (ECM) supérieures et de capacités supérieures contre des cibles furtives à des portées plus courtes.
Le système serait beaucoup moins cher que le HQ-9 également en service et constituerait l'un des piliers du réseau de défense aérienne chinois, remplaçant les missiles HQ-2 de l'époque de la guerre froide.

### Missile
Le HQ-22 a une portée allant jusqu'à 170 km et peut frapper des cibles à des altitudes allant de 50 m à 27 km. Les missiles du système sont guidés par un guidage radar semi-actif et peuvent engager des missiles balistiques, de croisière, des avions, des hélicoptères et des véhicules aériens sans pilote.

### Radar
Le système est capable de lancer 12 missiles pour engager jusqu'à six cibles simultanément et d'engager jusqu'à 36 cibles avec 72 missiles lorsque plusieurs unités de tir, sous le contrôle d'un véhicule de commandement et de coordination.
Le missile peut utiliser soit un guidage composite à guidage radar semi-actif, soit un guidage par radiocommande sur l'ensemble du parcours. Dans un premier temps, le missile utilisera un guidage radar semi-actif et, s'il rencontre de fortes interférences électroniques, passera automatiquement au guidage radio.

### Véhicule de lancement
Les lanceurs sont basés sur un châssis de configuration 8 × 8 fabriqué par le "Hanyang Special Purpose Vehicle Institute". Le HQ-22 lance ses missiles de manière inclinée, contrairement aux HQ-9 et HQ-16 qui lancent leurs missiles verticalement.

## Variantes
- HQ-22 : Variante en service dans l'Armée populaire de libération avec une vitesse de Mach 6 et une portée de 170 km.
- FK-3 : Variante d'exportation originale[1]. A une vitesse de Mach 6 et une portée de 100 km.

## Déploiement
En 2017, le HQ-22 est entré en service dans l'Armée populaire de libération et est rapidement devenu l'un des principaux systèmes de défense aérienne du pays.
En août 2020, il a été annoncé que la Serbie avait acheté le FK-3, ce qui a surpris de nombreux médias russes, qui s'attendaient à ce que le pays achète à la place le S-300. C’était la première fois qu’un système de défense aérienne chinois à moyenne ou longue portée était exporté vers un pays européen.
Il a été rapporté en avril que des HQ-22 avaient été déployés par l'APL près du territoire indien, dans la région orientale du Ladakh,.
Le 9 avril 2022, plusieurs avions de transport Xi'an Y-20 de l'Armée populaire de libération ont atterri à Belgrade pour livrer le FK-3 à l'armée de l'air et à la défense aérienne serbes. Le 30 avril 2022, le ministère serbe de la Défense a montré les premières photos du FK-3 officiellement mis en service.

## Les opérateurs
République populaire de Chine
- Force aérienne de l'Armée populaire de libération - au moins 130 en 2022[16]

 Myanmar
- Forces armées birmanes[17]

 Serbie
- Forces armées serbes[18]

 Thaïlande
- Commandement de la défense aérienne et côtière[17]

 Turkmenistan
- Forces armées du Turkménistan[17]